# Hemsö fastighets AB
Hemsös verksamhet består i att hållbart äga, förvalta och utveckla fastigheter för äldreboende, utbildning, vård och rättsväsende. Hemsös fastighetsbestånd består av 484 samhällsfastigheter med ett sammanlagt marknadsvärde på 85,1 miljarder kronor. Fastigheterna finns i Sverige, Finland och Tyskland. I Sverige är hyresgästerna till största delen stat, region, kommuner och privata företag. I Finland är hyresgästerna kommuner och privata företag. Hyresgästerna i Tyskland är större privata operatörer av äldreboenden.  
Hemsö ägs av Tredje AP-fonden till 85% och av AB Sagax till 15%. Hemsö har sedan mars 2015 kreditbetyg A- från Standard & Poor's och sedan mars 2021 kreditbetyg A+ från Fitch Ratings.